# Madison (Wisconsin)
Madison es una ciudad ubicada en el condado de Dane y capital estatal del estado estadounidense de Wisconsin. En el Censo de 2020 tenía una población de 269.840 habitantes y una densidad poblacional de 1.309,33 personas por km², siendo la segunda ciudad más poblada del estado, después de Milwaukee. Se encuentra en el Condado de Dane y es famosa por albergar la Universidad de Wisconsin. Junto con las poblaciones cercanas el área metropolitana de Madison contaba de acuerdo con el censo del año 2020 con 680.796 personas.
La ciudad alberga una extensa red de parques y senderos para bicicletas; tiene la mayor cantidad de parques y áreas de juego per cápita de cualquiera de las 100 ciudades más grandes de EE. UU. y es una de las cinco comunidades que han recibido una calificación de "Comunidad Amigable con las Bicicletas Platino" de la Liga de Ciclistas Estadounidenses. Madison también alberga nueve Monumentos Históricos Nacionales, incluidos varios edificios diseñados por el arquitecto Frank Lloyd Wright, como su Casa Jacobs I de 1937, que es Patrimonio de la Humanidad por la UNESCO. 
Madison se considera como una de las ciudades estadounidenses con mayor calidad de vida combinando tasas de desempleo ubicadas entre las más bajas del país, un alto nivel educativo de sus habitantes y la presencia de numerosas empresas tecnológicas que proporcionan un alto nivel de vida a la ciudad. Entre otras muchas, aquí se encuentra el único centro del mundo para la investigación del Síndrome de Alexander, una extraña enfermedad degenerativa en las funciones motoras del cuerpo humano y que de momento es incurable.

## Historia

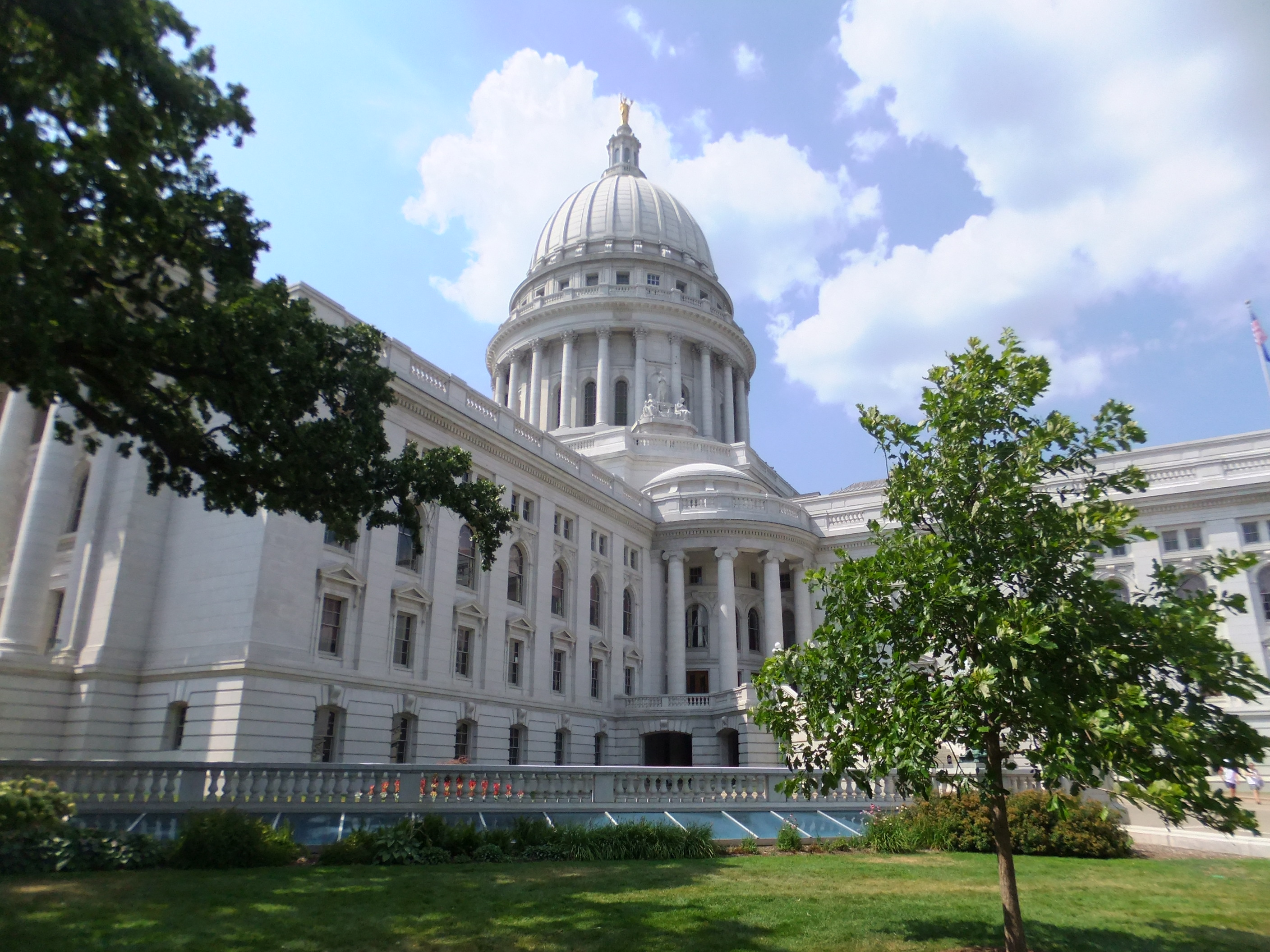
Capitolio del Estado de Wisconsin

Antes de la llegada de los europeos, el área de Madison y sus alrededores llevaba 12.000 años albergando poblaciones humanas. En 1800, el área de Madison estaba habitada por los Winnebago. Los nativos americanos llamaron a este lugar Taychopera (Ta-ko-per-ah), que significa "tierra de los cuatro lagos" (Mendota, Monona, Waubesa y Kegonsa). Montículos de efigies, que se habían construido con fines ceremoniales y de entierro más de 1000 años antes, salpicaban las ricas praderas alrededor de los lagos.
Madison fue creada en 1836 cuando el exjuez federal y especulador de bienes raíces James Duane Doty compró más de 4 km² de pantano y bosque en el istmo ubicado entre los lagos Mendota y Monona. Su principal intención era construir una ciudad en el sitio. El Territorio de Wisconsin se había creado a principios del mismo año y la primera legislatura, reunida en Belmont, tenía como una de sus tareas escoger la localización de la capital del territorio. Doty había impulsado la planeación de una ciudad en las tierras recientemente adquiridas, nombrándola Madison en honor de James Madison, el cuarto presidente de Estados Unidos de América. Tras una campaña encabezada por Doty, Madison fue elegida como capital del territorio el 28 de noviembre de 1836, en gran parte debido a su ubicación estratégica como punto medio entre las nuevas ciudades del este alrededor de Milwaukee, la región minera del suroeste del territorio, la ciudad de Green Bay en el noreste y Prairie du Chien, un puesto estratégico al oeste.
El capitolio de Wisconsin se completó en 1837, y la legislatura se reunió por primera vez allí en 1838. El 9 de octubre de 1839, Kintzing Prichett registró el plano de Madison en la oficina de registro del entonces territorial condado de Dane. Madison se incorporó como aldea en 1846, con una población de 626. Cuando Wisconsin se convirtió en estado en 1848, Madison siguió siendo la capital y al año siguiente se convirtió en la sede de la Universidad de Wisconsin (ahora Universidad de Wisconsin-Madison). El ferrocarril de Milwaukee & Misisipi (un predecesor de Milwaukee Road) se conectó a Madison en 1854. Madison se incorporó como ciudad en 1856, con una población de 6,863, dejando el resto no incorporado como la aldea separada de Madison. El capitolio original fue reemplazado en 1863 y el segundo capitolio quemado en 1904. El capitolio actual fue construido entre 1906 y 1917.

## Geografía
Madison se encuentra ubicada en las coordenadas 43°5′16″N 89°25′48″O / 43.08778, -89.43000. Según la Oficina del Censo de los Estados Unidos, Madison tiene una superficie total de 243.54 km², de los que 198.88 km² corresponden a tierra firme y (18.34%) 44.66 km² son agua.
Madison está situada en el centro del condado de Dane en el centro-sur de Wisconsin, a 124 km al oeste de Milwaukee y 196 km al noroeste de Chicago. La ciudad rodea completamente al pueblo de Madison y a la ciudad de Monona, así como a las villas de Maple Bluff y Shorewood Hills. Madison está rodeada por los suburbios de Middleton, McFarland y Fitchburg. Además, los límites de la ciudad están cerca de Verona, Sun Prairie, Waunakee y Cottage Grove.
La ciudad es a veces descrita como la Ciudad de los Cuatro Lagos. En la ciudad y sus cercanías se pueden encontrar los cuatro lagos alimentados por el río Yahara: lago Mendota, lago Monona, lago Waubesa y lago Kegonsa. Mendota, Monona y un quinto menor lago, lago Wingra, están dentro de la ciudad. Wingra no pertenece a la cadena del río Yahara, sino que se conecta al lago Monona a través del canal Wingra (Wingra Creek). El centro de la ciudad de Madison está situado en un istmo entre los lagos Mendota y Monona. El lema de la ciudad "Lago, ciudad, lago" refleja esta geografía. Los lagos Waubesa y Kegonsa no están en Madison, sino más bien justo al sur de la misma. El río Yahara desemboca en el río Rock que, a su vez, desemboca en el río Misisipi.

### Clima
Madison, como todo el sur de Wisconsin, tiene un clima templado frío, o más específicamente, un clima continental húmedo (Köppen: DFB), que se caracteriza por patrones de clima variable y una gran variación estacional de temperaturas. Las temperaturas en el invierno son generalmente inferiores al punto de congelación, con nevadas moderadas a ocasionalmente muy fuertes. Las altas temperaturas en verano suelen estar entre los 26 y 32 °C. Además, no son infrecuentes en esta época altos niveles de humedad.
| Parámetros climáticos promedio de Madison, Wisconsin (Dane County Regional Airport), normales 1991–2020, extremos 1869–presente | Parámetros climáticos promedio de Madison, Wisconsin (Dane County Regional Airport), normales 1991–2020, extremos 1869–presente | Parámetros climáticos promedio de Madison, Wisconsin (Dane County Regional Airport), normales 1991–2020, extremos 1869–presente | Parámetros climáticos promedio de Madison, Wisconsin (Dane County Regional Airport), normales 1991–2020, extremos 1869–presente | Parámetros climáticos promedio de Madison, Wisconsin (Dane County Regional Airport), normales 1991–2020, extremos 1869–presente | Parámetros climáticos promedio de Madison, Wisconsin (Dane County Regional Airport), normales 1991–2020, extremos 1869–presente | Parámetros climáticos promedio de Madison, Wisconsin (Dane County Regional Airport), normales 1991–2020, extremos 1869–presente | Parámetros climáticos promedio de Madison, Wisconsin (Dane County Regional Airport), normales 1991–2020, extremos 1869–presente | Parámetros climáticos promedio de Madison, Wisconsin (Dane County Regional Airport), normales 1991–2020, extremos 1869–presente | Parámetros climáticos promedio de Madison, Wisconsin (Dane County Regional Airport), normales 1991–2020, extremos 1869–presente | Parámetros climáticos promedio de Madison, Wisconsin (Dane County Regional Airport), normales 1991–2020, extremos 1869–presente | Parámetros climáticos promedio de Madison, Wisconsin (Dane County Regional Airport), normales 1991–2020, extremos 1869–presente | Parámetros climáticos promedio de Madison, Wisconsin (Dane County Regional Airport), normales 1991–2020, extremos 1869–presente | Parámetros climáticos promedio de Madison, Wisconsin (Dane County Regional Airport), normales 1991–2020, extremos 1869–presente |
| Mes | Ene. | Feb. | Mar. | Abr. | May. | Jun. | Jul. | Ago. | Sep. | Oct. | Nov. | Dic. | Anual |
| --- | --- | --- | --- | --- | --- | --- | --- | --- | --- | --- | --- | --- | --- |
| Temp. máx. abs. (°C) | 14.4 | 20 | 28.3 | 34.4 | 38.3 | 38.3 | 41.7 | 38.9 | 37.2 | 32.2 | 25 | 20 | 41.7 |
| Temp. máx. media (°C) | -2.8 | -0.4 | 6.4 | 13.8 | 20.6 | 25.9 | 27.8 | 26.6 | 22.7 | 15.3 | 7.1 | 0.2 | 13.6 |
| Temp. media (°C) | -7 | -5 | 1.3 | 7.9 | 14.5 | 20 | 22.2 | 20.9 | 16.7 | 9.8 | 2.6 | -3.7 | 8.3 |
| Temp. mín. media (°C) | -11.2 | -9.5 | -3.8 | 2.1 | 8.4 | 14.1 | 16.4 | 15.3 | 10.6 | 4.3 | -1.8 | -7.7 | 3.1 |
| Temp. mín. abs. (°C) | -38.3 | -33.9 | -33.9 | -17.8 | -7.2 | -0.6 | 2.2 | 1.7 | -3.9 | -11.1 | -25.6 | -33.3 | -38.3 |
| Precipitación total (mm) | 37.3 | 38.6 | 57.4 | 96 | 104.1 | 134.1 | 114.6 | 105.7 | 87.1 | 70.4 | 56.4 | 41.4 | 943.1 |
| Nevadas (cm) | 34.8 | 32.5 | 17.8 | 6.6 | 0.3 | 0 | 0 | 0 | 0 | 1.5 | 7.6 | 30.5 | 131.6 |
| Días de precipitaciones (≥ 0.2 mm)                                                                                              | 10.6 | 9.7 | 10.6 | 12.6 | 12.7 | 11.7 | 10.2 | 9.4 | 9.2 | 10.1 | 9.6 | 10.0 | 126.4 |
| Días de nevadas (≥ 0.2 cm) | 10.1 | 8.6 | 5.3 | 1.9 | 0.1 | 0.0 | 0.0 | 0.0 | 0.0 | 0.5 | 3.2 | 8.2 | 37.9 |
| Horas de sol | 143.0 | 152.3 | 187.3 | 206.7 | 263.1 | 293.1 | 304.9 | 270.2 | 213.8 | 172.5 | 111.4 | 109.5 | 2427.8 |
| Humedad relativa (%) | 74.5 | 73.1 | 71.4 | 66.3 | 65.8 | 68.3 | 71.0 | 74.4 | 76.8 | 73.2 | 76.9 | 78.5 | 72.5 |
| Fuente: NOAA (humedad y horas de sol 1961–1990)                                                                                 | | | | | | | | | | | | | |

## Demografía
Según el censo de 2020, había 269,840 personas residiendo en Madison. La densidad de población era de 1,309.33 hab./km². De los 269,840 habitantes, Madison estaba compuesto por el 71% blancos, el 7.4% eran afroamericanos, el 0.5% eran amerindios, el 9.5% eran asiáticos, el 3.8% eran de otras razas y el 7.8% pertenecían a dos o más razas. Del total de la población el 8.7% eran hispanos o latinos de cualquier raza.
Había 102,516 hogares, de los cuales el 22.2% tenían hijos menores de 18 años que vivían con ellos, el 35.1% eran parejas casadas que vivían juntas, el 8.4% tenía un cabeza de familia femenino sin marido presente, el 3.2% tenía un cabeza de familia masculino sin esposa presente, y el 53.3% no eran familias. El 36.2% de todos los hogares se componían de un solo individuo y el 7.5% tenía a una persona 65 años de edad o más viviendo por su cuenta. El tamaño promedio del hogar era 2.17 y el tamaño promedio de la familia era 2.87.
La edad media en la ciudad era de 30.9 años. El 17.5 por ciento de los residentes eran menores de 18 años; El 19.6% tenían entre 18 y 24 años; El 31.4% tenían entre 25 y 44 años; El 21.9% tenían entre 45 y 64 años; y el 9.6% tenía 65 años o más. La composición por género de la ciudad era 49.2% masculina y 50.8% femenina.

## Educación

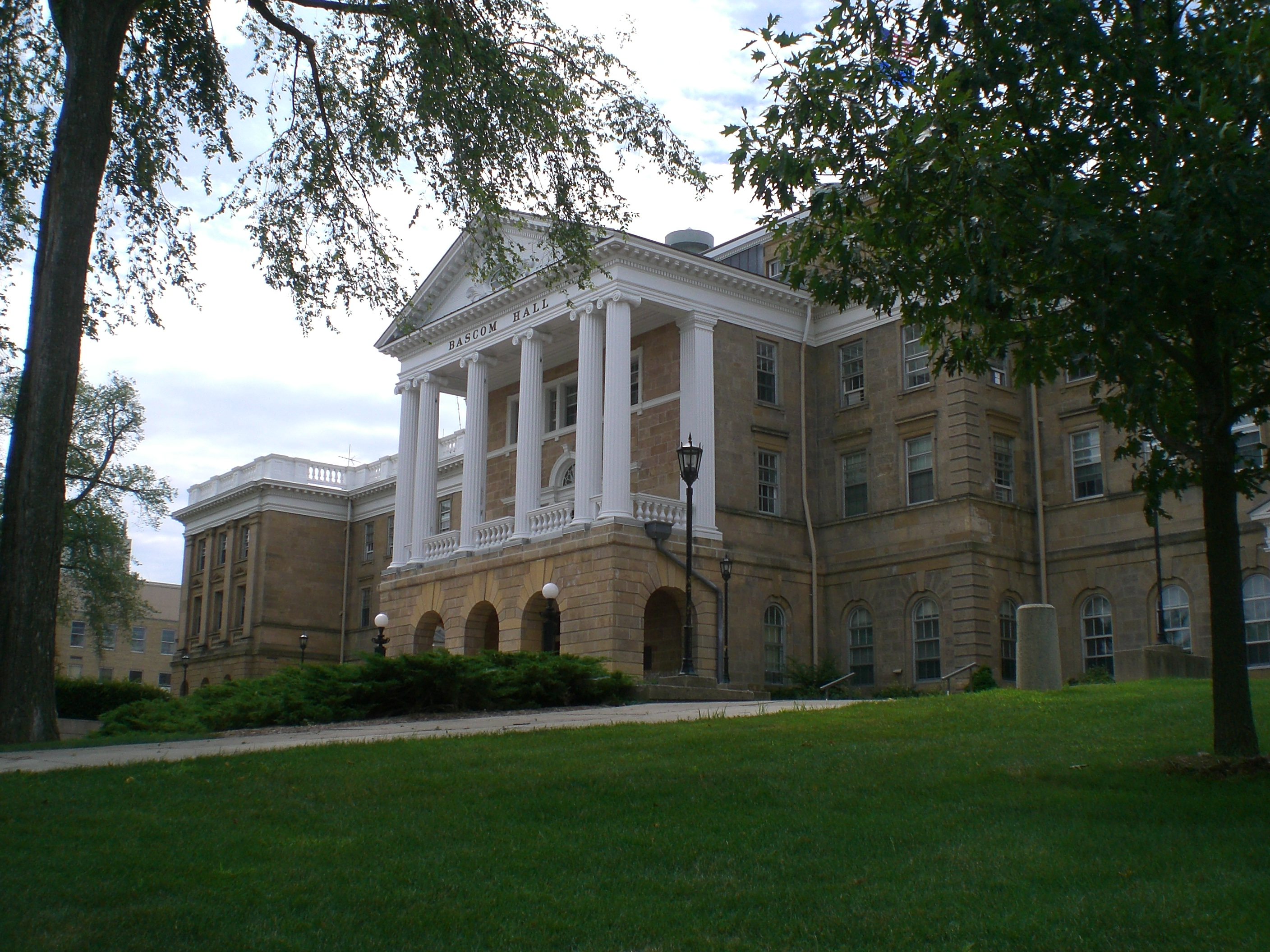
Universidad de Wisconsin-Madison

Según la revista Forbes, Madison ocupa el segundo lugar en la nación en educación. El Distrito Escolar Metropolitano de Madison sirve a la ciudad, mientras que una variedad de otros distritos sirven al área circundante. Con una matrícula de aproximadamente 25.000 estudiantes en 46 escuelas, es el segundo distrito escolar más grande de Wisconsin detrás del Distrito Escolar de Milwaukee. Las cinco escuelas secundarias públicas son James Madison Memorial, Madison West, Madison East, La Follette y Malcolm Shabazz City High School, una escuela alternativa.
Entre las escuelas secundarias privadas relacionadas con la iglesia se encuentran Abundant Life Christian School, Edgewood High School, cerca del campus de Edgewood College, y St. Ambrose Academy, una escuela católica que ofrece los grados 6 a 12. Madison Country Day School es una escuela secundaria privada sin afiliación religiosa.
La ciudad alberga la Universidad de Wisconsin-Madison, el Edgewood College y el Madison Area Technical College, lo que le da a la ciudad una población de estudiantes postsecundarios de casi 55,000. La Universidad de Wisconsin cuenta con la gran mayoría de estudiantes, con una matrícula de aproximadamente 44.000, de los cuales 31.750 son estudiantes universitarios. En un ranking de ciudades de la revista Forbes de 2003, Madison tenía el mayor número de doctores en Filosofía per cápita y el tercer mayor número de graduados universitarios per cápita entre las ciudades de los Estados Unidos.
Hay programas de grado adicionales disponibles a través de los campus satélites de Cardinal Stritch University, Concordia University-Wisconsin, Globe University, Lakeland College, Universidad de Phoenix y Upper Iowa University. Madison también tiene una comunidad de aprendizaje sin créditos con múltiples programas y muchas empresas privadas que también ofrecen clases.

## Personalidades
- Gena Rowlands, actriz
- Tammy Baldwin, política
- Patrick Rothfuss, novelista
- Garbage, banda de rock alternativo
- Bongzilla, banda de stoner metal
- Greg Graffin, vocalista y fundador de Bad Religion
- Sarah Longfield, guitarrista de The Fine Constant
- Rob Marshall, director
- Dolly Leigh, actriz de cine para adultos